# Thom van Dulmen
Thom van Dulmen (* 3. März 1985 in Didam) ist ein ehemaliger niederländischer Radrennfahrer.
Thom van Dulmen begann seine Karriere 2004 bei dem niederländischen Radsportteam Löwik Meubelen-Tegeltoko. In seiner ersten Saison dort wurde er nationaler U23-Meister im Zeitfahren. 2005 wechselte er zu Rabobank Continental, wo er seinen Meistertitel verteidigte und die Ronde van Limburg gewann. 2006 gewann er eine Etappe bei der Ronde van Vlaams-Brabant und 2007 war er mit dem Team beim Mannschaftszeitfahren der Tour d’Alsace erfolgreich. 2010 beendete er seine Radsportlaufbahn.

## Erfolge
2004
- Niederländischer Zeitfahrmeister (U23)

2005
- Niederländischer Zeitfahrmeister (U23)

2007
- Prolog Tour d’Alsace (Mannschaftszeitfahren)

## Teams
- 2004 Löwik Meubelen-Tegeltoko
- 2005–2007 Rabobank Continental
- 2008 Team Kuota-Senges
- 2009–2010 Cycling Team Jo Piels